# 泉谷しげるの土曜はまかせろ!!
『泉谷しげるの土曜はまかせろ!!』（いずみやしげるのどようはまかせろ）は、ニッポン放送で1988年（昭和63年）から1990年（平成2年）にかけて放送されていたラジオ番組。
ナイター中継の無い期間に放送されていた、いわゆるナイターオフ編成での番組だった。
本項では、1989年のナイター期間中に限り本番組を継続する形で放送されていた『泉谷しげる道場』（いずみやしげるどうじょう）についても併せて説明する。

## 概要
本番組のメインパーソナリティーを務めていた泉谷しげるは、1973年（昭和48年）に「オールナイトニッポン」のパーソナリティーを務めていた頃以来しばらくラジオの生放送から遠ざかっていたが、1988年（昭和63年）に「デーモン小暮のオールナイトニッポン」に3回ゲスト出演、そこで泉谷が再び話題となって“再評価”され、今回の生放送再登板、久々のレギュラー番組スタートとなった。主な内容としては、週ごとにテーマを変えてリスナーから電話、メッセージを受け付けながら、時々ゲストを入れてトークをするというものだった。
なお、「ショウアップナイター」放送期間中は月曜日に移動、土曜日の放送ではなくなったため「泉谷しげる道場」と改題していた。なおこの「泉谷しげる道場」の放送期間中には月曜日にもナイター中継が多く、通算で13回のみの放送だった。泉谷しげる道場の頃のジングルには泉谷がギターをかき鳴らしながら「野球なんかは聞きたくもねえええ～、バカヤロー、泉谷の道場寺（どうじょうじ）～！うりゃあ～！」と歌うというものがあった。
1989年（平成元年）8月28日、同年12月16日には「しげるちゃん祭り」と称して泉谷のトーク・ライヴなどのスペシャルが放送された。

## パーソナリティ
- 泉谷しげる
- 野田幹子
（「泉谷しげる道場」を含め、1年半通してこのコンビは替わらなかった）

### その他の出演者
- 岩上和代 （当時ニッポン放送アナウンサー、隔週レギュラー）[3]
- 国本武春
「泉谷しげる道場」（1989年5月～）から加入。番組の中盤で毎回のテーマに沿った内容の「三味線ロック」を演じるコーナーに出演[1]。

## 放送期間・放送時間
- 第一期：1988年（昭和63年）10月15日～1989年（平成元年）4月1日 毎週土曜日18:00～20:00
- 第二期：1989年（平成元年）10月21日～1990年（平成2年）4月7日 毎週土曜日18:00～20:00
- 「泉谷しげる道場」：1989年（平成元年）5月1日～1989年（平成元年）1989年8月28日 毎週月曜日18:10～20:00

## ネットしていた局
土曜日に放送されていた頃の第一期、第二期においては19時台のみネットしていた局があった。
放送時間はいずれも毎週土曜日19:00～20:00
- 北海道放送 （1、2）
- 山形放送 （1、2）
- 山梨放送 （1、2）
- 西日本放送 （1、2）
- 高知放送 （1、2）
- 大分放送 （2）
- 宮崎放送 （2）
- 南日本放送 （1、2）

（『1、2』は第一期、第二期ともネット、『2』だけのものは第二期のみネット。）

## ゲスト
- 渡辺美里 （1988年10月15日）
- 森田芳光 （1988年11月12日）
- 松任谷由実 （1988年11月26日）
- 森末慎二 （1989年2月18日）
- ビートたけし （1989年3月4日）
- 桑田佳祐 （1989年4月1日）